# Quéven
Quéven é uma comuna francesa na região administrativa da Bretanha, no departamento Morbihan. Estende-se por uma área de 23,93 km². Em 2010 a comuna tinha 8 963 habitantes (densidade: 374,6 hab./km²).